# Amata (papillon)
Pour les articles homonymes, voir Amata.
Genre
Amata est un genre de lépidoptères (papillons) de la famille des Erebidae et de la sous-famille des Arctiinae.

## Liste des espèces
- Amata alicia (Butler, 1876)
- Amata annulata (Fabricius, 1775)
- Amata antitheta (Meyrick, 1886)
- Amata aperta (Walker, 1865)
- Amata atricornuta (Gaede, 1926)
- Amata bicolor (Walker, 1854)
- Amata borguensis (Hampson, 1901)
- Amata borneogena Obraztsov, 1955
- Amata cantori (Moore, 1859)
- Amata caspia (Staudinger, 1877)
- Amata chlorometis (Meyrick, 1886)
- Amata choneutospila (Turner, 1905)
- Amata chroma (Swinhoe, 1892)
- Amata chromatica (Turner, 1905)
- Amata cyanura (Meyrick, 1886)
- Amata decorata (Walker, 1862)
- Amata dilatata (Snellen, 1881)
- Amata dyschlaena (Turner, 1905)
- Amata elongimacula (Hampson, 1898)
- Amata exapta (Swinhow, 1892)
- Amata expandens (Walker, 1862)
- Amata heptaspila (Turner, 1905)
- Amata hesperitis (Meyrick, 1886)
- Amata huebneri (Boisduval, [1828])
- Amata humeralis (Butler, 1876)
- Amata hyalota (Meyrick, 1886)
- Amata insularis (Butler, 1876)
- Amata kinensis (Hampson, 1898)
- Amata lampetis (Turner, 1898)
- Amata leucacma (Meyrick, 1886)
- Amata lucta (Lucas, 1901)
- Amata macroflavifer (Holloway, 1988)
- Amata macroplaca (Meyrick, 1886)
- Amata magistri (Turner, 1905)
- Amata marella (Butler, 1876)
- Amata marjana (Stauder, 1913) — la Syntomie tyrolienne.
- Amata melitospila (Turner, 1905)
- Amata mjobergi (Talbot, 1926)
- Amata mogadorensis (Blachier, 1908)
- Amata nigriceps (Butler, 1876)
- Amata nigricornis (Alpheraky, 1883)
- Amata ochrospila (Turner, 1922)
- Amata olinda (Swinhoe, 1892)
- Amata orphnaea (Turner, 1898)
- Amata pactolina (Walker, [1865])
- Amata paradelpha (Turner, 1905)
- Amata paraula (Meyrick, 1886)
- Amata phaeochyta (Turner, 1907)
- Amata phegea (Linnaeus, 1758) — le Sphinx du pissenlit.
- Amata phepsalotis (Meyrick, 1886)
- Amata prepuncta (Holloway, 1988)
- Amata prosomoea (Turner, 1905)
- Amata pryeri (Hampson, 1898)
- Amata pseudextensa Rothschild, 1910
- Amata pyrocoma (Meyrick, 1886)
- Amata ragazzii (Turati, 1917)
- Amata recedens (Lucas, 1891)
- Amata sperbius
- Amata symphona (Swinhoe, 1907)
- Amata teinopera (Hampson, 1898)
- Amata tetragonaria (Walker, 1862)
- Amata transcaspica (Obraztsov, 1941)
- Amata trifascia (Holloway, 1976)
- Amata trigonophora (Turner, 1898)
- Amata vicarians Holloway, 1988
- Amata xanthosoma (Turner, 1898)
- Amata xanthura (Turner, 1905)